# 23549 Epicles
23549 Epicles è un asteroide troiano di Giove del campo troiano. Scoperto nel 1994, presenta un'orbita caratterizzata da un semiasse maggiore pari a 5,2590762 UA e da un'eccentricità di 0,0447168, inclinata di 9,04546° rispetto all'eclittica.
L'asteroide è dedicato a Epicle, guerriero di Licia, alleato dei Troiani.